# Női 4 × 100 méteres vegyes váltó az 1970-es úszó-Európa-bajnokságon
Az 1970-es úszó-Európa-bajnokságon a női 4 × 100 méteres vegyes váltó selejtezőit szeptember 8-án, a döntőt szeptember 9-én rendezték. A versenyszámban 13 csapat indult el. A győztes az NDK  lett Európa-csúccsal. A magyar váltó a nyolcadik helyen végzett.

## Rekordok
|              | Név                                                             | Nemzet | Idő    | Helyszín      | Dátum               |
| ------------ | --------------------------------------------------------------- | ------ | ------ | ------------- | ------------------- |
| Világcsúcs   | Sue Atwood Kim Brecht Alice Jones Cindy Schilling               | USA    | 4:27,4 | Tokió         | 1970. szeptember 1. |
| Európa-csúcs | Barbara Hofmeister Hannelore Putz Helga Lindner Gabriele Wetzko | NDK    | 4:30,2 | Novoszibirszk | 1970. április 15.   |

A versenyen új rekord született:
| Európa-bajnoki csúcs | selejtező | NDK · Barbara Hofmeister · Sylvia Langer · Helga Lindner · Gabriele Wetzko       | 4:35,4 | Barcelona, Spanyolország | szeptember 8. |
| Európa-csúcs         | döntő     | NDK · Barbara Hofmeister · Brigitte Schuchardt · Helga Lindner · Gabriele Wetzko | 4:30,1 | Barcelona, Spanyolország | szeptember 9. |

## Eredmények
A rövidítések jelentése a következő:
| - Q: továbbjutás időeredmény alapján - ECR: Európa-bajnoki rekord | - WR: világ rekord - ER: Európa-rekord | - NR: országos rekord |

### Selejtezők
| Helyezés | Futam | Név | Nemzet             | Idő    | Megj.  |
| -------- | ----- | --- | ------------------ | ------ | ------ |
| 1.       | 1     | Barbara Hofmeister (1:09,9) Sylvia Langer (1:18,9) Helga Lindner (1:06,1) Gabriele Wetzko (1:00,5)                | NDK                | 4:35,4 | Q, ECR |
| 2.       | 1     | Sylvia Platt (1:09,8) Dorothy Harrison (1:17,1) Dianne Lansley (1:08,9) Alexandra Jackson (1:00,5)                | Egyesült Királyság | 4:36,3 | Q      |
| 3.       | 1     | Jacobje Buter (1:09,1) Alie Te Riet (1:16,8) Frieke Buys (1:07,8) Yvonne Van Kuilenburg (1:02,7)                  | Hollandia          | 4:36,4 | Q      |
| 4.       | 2     | Karin Bormann (1:10,3) Uta Fromater (1:17,7) Heike Hustede (1:06,9) Heidemarie Reineck (1:02,2)                   | NSZK               | 4:37,1 | Q      |
| 5.       | 1     | Ljubov Komarova (1.10,0) Valentyina Burkauskaite (1:18,5) Valentyina Tutajeva (1:07,7) Natalja Bisztrova (1:01,7) | Szovjetunió        | 4:37,9 | Q      |
| 6.       | 2     | Zdenka Gašparač (1:10,5) Ðurđica Bjedov (1:19,5) Mirjana Šegrt (1:07,0) Ana Boban (1:01,7)                        | Jugoszlávia        | 4:38,7 | Q, NR  |
| 7.       | 2     | Eva Folkesson (1:09,7) Yvonne Brage (1:19,2) Elisabeth Hjört (1:09,1) Elisabeth Berglund (1:01,8)                 | Svédország         | 4:39,8 | Q, NR  |
| 8.       | 2     | Baranyi Judit (1:12,4) Kovács Edit (1:18,5) Tóth Zsuzsa (1:09,2) Patóh Magda (1:00,7)                             | Magyarország       | 4:40,8 | Q      |
| 9.       | 2     | Susanne Neisner (1:11,2) Erika Ruegg (1:18,4) Margrit Thomet (1:10,3) Christiane Flamand (1:05,0)                 | Svájc              | 4:44,9 | NR     |
| 10.      | 2     | Szvetoszara Ignatova (1:13,3) Elizaveta Kaleseva (1:23,3) Janett Szlavcseva (1:08,8) Hriszka Pejcseva (1:02,0)    | Bulgária           | 4:47,9 | NR     |
| 11.      | 1     | Berit Hafstad (1:12,5) Grethe Mathiesen (1:23,2) Trine Krogh (1:12,2) J. Matisem (1:02,9)                         | Norvégia           | 4:50,8 | NR     |
| 12.      | 1     | Christine Fulcher (1:17,0) Ann O’Connor (1:19,5) Vivienne Smith (1:11,1) W. Nolan (1:07,0)                        | Írország           | 4:54,6 |        |
|          | 2     | | Csehszlovákia      |        | DQ     |

### Döntő
| Helyezés | Név | Nemzet             | Idő    | Megj. |
| -------- | --- | ------------------ | ------ | ----- |
|          | Barbara Hofmeister (1:09,4) Brigitte Schuchardt (1:17,0) Helga Lindner (1:05,5) Gabriele Wetzko (58,2)                     | NDK                | 4:30,1 | ER    |
|          | Tinatin Lekveisvili (1:08,3) Galina Prozumenscsikova (1:14,4) Valentyina Tutajeva (1:06,7) Tatyjana Zolotnyickaja (1:01,9) | Szovjetunió        | 4:31,3 | NR    |
|          | Angelika Kraus (1:09,6) Uta Frommater (1:16,2) Heike Nagel (1:05,9) Heidemarie Reineck (1:01,7)                            | NSZK               | 4:33,4 | NR    |
| 4.       | Jacobje Buter (1:08,3) Alie Te Riet (1:17,8) Frieke Buys (1:07,1) Yvonne Van Kuilenburg (1:02,0)                           | Hollandia          | 4:35,2 | NR    |
| 5.       | Sylvia Platt (1:08,9) Dorothy Harrison (1:17,4) Dianne Lansley (1:09,5) Alexandra Jackson (1:00,1)                         | Egyesült Királyság | 4:35,9 |       |
| 6.       | Zdenka Gašparač (1:10,6) Ðurđica Bjedov (1:18,2) Mirjana Šegrt (1:05,7) Ana Boban (1:01,4)                                 | Jugoszlávia        | 4:35,9 | NR    |
| 7.       | Eva Folkesson (1:09,6) Yvonne Brage (1:18,5) Elisabeth Hjört (1:08,8) Elisabeth Berglund (1:02,2)                          | Svédország         | 4:39,1 | NR    |
| 8.       | Gyarmati Andrea (1:08,3) Kovács Edit (1:19,7) Turóczy Judit (1:11,8) Patóh Magda (1:01,1)                                  | Magyarország       | 4:40,9 |       |